# Datong (Huainan)
Datong (en chino, 大通; pinyin, Dàtōng; literalmente, ‘la gran conexión’) es un distrito urbano bajo la administración directa de la Prefectura Huainan en la Provincia de Anhui, República Popular China.  Su área es de 306 km² y su población total para 2010 superó los 180 mil habitantes. 

## Administración
Desde julio de 2023, el  Distrito Datong se divide en 5 pueblos que se administran en 1 subdistrito, 3   poblados y 1 villa.